# 장보 (영국공)
영국공 정흥충렬왕 장보(英國公 定興忠烈王 張輔, 1375년 ~ 1449년 9월 1일)는 명나라 전기의 군인이자 외척으로, 자는 문필(文弼)이며, 개봉부 상부현(祥符縣) 사람이다. 성조(영락제)의 대장 장옥의 장남으로, 베트남을 원정한 인물로 알려져 있다.
일찍부터 아버지를 따라 정난의 변에 참가하였다. 후에 베트남으로 진공하여(명-호 전쟁), 그곳을 점령하고 교지로 바꾸었다.(제4차 중국의 베트남 지배) 이후 4차례에 걸쳐 그곳에서 일어난 반란을 진압하였다. 선종(선덕제) 연간에는 군대를 인솔하고 주고후의 반란을 평정하였다. 영종(정통제)의 대에 영종의 북정(北征)을 수행하였으나, 토목의 변에서 전사하였다.
| 전임 (첫 봉건) | 제1대 명나라의 영국공 1408년 ~ 1449년 | 후임 아들 장무 |